# Walter Mair
Walter Mair (* 13. November 1939 in Lienz) ist ein österreichischer Sachbuchautor und Fotograf. Er ist Verfasser zahlreicher Berg- und Wanderführer in der Region Osttirol.

## Leben
Maier war von Beruf Gärtner und betrieb in Lienz eine Gärtnerei. Bereits in jungen Jahren war er im Österreichischen Alpenverein aktiv. In der Alpenvereinssektion Lienz wirkte er von 1980 bis 2004 als Obmann. Ab den 1970er Jahren machte sich Mair als Verfasser von Berg- und Wanderführern einen Namen. So verfasste er den Alpenvereinsführer Schobergruppe und das mehrfach aufgelegte Osttiroler Wanderbuch. Er schrieb mehr als 20 Bücher über Gipfel und Wanderziele und bestieg alle Dreitausender Osttirols. 
Mair ist verheiratet und hat eine Tochter. 

## Werke (Auswahl)
- Alpenvereinsführer Schobergruppe. Bergverlag Rudolf Rother, München 1972, ISBN 978-3-7633-1222-1
- Osttiroler Wanderbuch. Tyrolia-Verlag, Innsbruck, Wien, München 1978, ISBN 978-3-7022-1297-1
- Führer durch die Gebirgsgruppen der Hohen Tauern – Südseite. Bergverlag Rudolf Rother, München 1981, ISBN 978-3-7633-3247-2
- Liebenswertes Osttirol. Tyrolia-Verlag, Innsbruck 1989, ISBN 3-7022-1709-6
- Osttiroler Almen. Lage, Zugang, Geschichte und Geschichten von rund 300 Almen. Tyrolia-Verlag, Innsbruck, Wien 2003, ISBN 978-3-7022-2443-1
- Osttirol. Zauber der Bergseen. Tyrolia-Verlag, Innsbruck, Wien 2005, ISBN 3-7022-1994-3

## Auszeichnungen
- Goldenes Buch des Österreichischen Buchhandels (2005)[1]
- Sämann (2011)
- Ehrenobmann der Sektion Lienz des Österreichischen Alpenvereins